# Leichtathletik-Europameisterschaften 1974/20 km Gehen der Männer
Das 20-km-Gehen der Männer bei den Leichtathletik-Europameisterschaften 1974 wurde am 3. September 1974 in den Straßen Roms ausgetragen.
Europameister wurde der zweifache Olympiasieger (1960 / 1968) und zweifache EM-Medaillengewinner (1962 Bronze / 1966 Silber) Wolodymyr Holubnytschyj aus der UdSSR. Platz zwei belegte der bundesdeutsche Olympiasieger von 1972 im 50-km-Gehen Bernd Kannenberg. Bronze ging an den Briten Roger Mills.

## Bestehende Rekorde/Bestleistungen
Anmerkung:

Rekorde wurden damals im Marathonlauf und Straßengehen wegen der unterschiedlichen Streckenbeschaffenheiten mit Ausnahme von Meisterschaftsrekorden nicht geführt.
| Weltbestzeit         | 1:24:50 h   | Paul Nihill   | Douglas, Großbritannien | 30. Juli 1972   |
| Europabestzeit       | 1:24:50 h   | Paul Nihill   | Douglas, Großbritannien | 30. Juli 1972   |
| Meisterschaftsrekord | 1:27:20,2 h | Nikolai Smaga | EM Budapest, Ungarn     | 30. August 1966 |

Der bestehende EM-Rekord wurde bei diesen Europameisterschaften nicht erreicht. Der sowjetische Europameister Wolodymyr Holubnytschyj blieb mit seiner Siegzeit von 1:29:30,0 h 2:08,8 min über dem Rekord. Zur Welt- und Europabestzeit fehlten ihm 4:40,0 min.

## Durchführung
Hier gab es keine Vorrunde, alle 21 Geher traten gemeinsam zum Finale an.

## Ergebnis

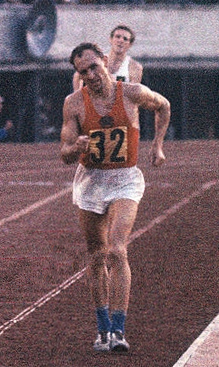
Nach zwei Olympiasiegen seit 1960 und zwei EM-Medaillen seit 1962 wurde Wolodymyr Holubnytschyj nun auch Europameister

3. September 1974, 17:00 Uhr
| Platz | Name                    | Nation           | Zeit (h)  |
| ----- | ----------------------- | ---------------- | --------- |
| 1     | Wolodymyr Holubnytschyj | Sowjetunion      | 1:29:30,0 |
| 2     | Bernd Kannenberg        | BR Deutschland   | 1:29:38,2 |
| 3     | Roger Mills             | Großbritannien   | 1:32:33,8 |
| 4     | Armando Zambaldo        | Italien          | 1:33:04,8 |
| 5     | Jan Ornoch              | Polen            | 1:33:19,6 |
| 6     | Amos Seddon             | Großbritannien   | 1:34:17,6 |
| 7     | Alessandro Bellucci     | Italien          | 1:34:52,4 |
| 8     | Hans Tenggren           | Schweden         | 1:35:47,0 |
| 9     | Vinko Galušić           | Jugoslawien      | 1:36:32,2 |
| 10    | Owe Hemmingsson         | Schweden         | 1:37:07,6 |
| 11    | Siegfried Zschiegner    | DDR              | 1:37:45,0 |
| 12    | Evgeni Semerdzhiev      | Bulgarien        | 1:39:42,4 |
| 13    | Milan Vala              | Tschechoslowakei | 1:39:50,8 |
| 14    | Jean-Claude Decosse     | Frankreich       | 1:39:54,8 |
| 15    | Jauhen Haurylenka       | Sowjetunion      | 1:39:56,0 |
| DNF   | Gérard Lelièvre         | Frankreich       |           |
| DNF   | Peter Frenkel           | DDR              |           |
| DNF   | Vittorio Visini         | Italien          |           |
| DNF   | Christos Karagiorgos    | Griechenland     |           |
| DSQ   | Karl-Heinz Stadtmüller  | DDR              |           |
| DSQ   | Wladimir Saloschik      | Sowjetunion      |           |

Legende
- DNF: Wettkampf nicht beendet (did not finish)
- DSQ: disqualifiziert

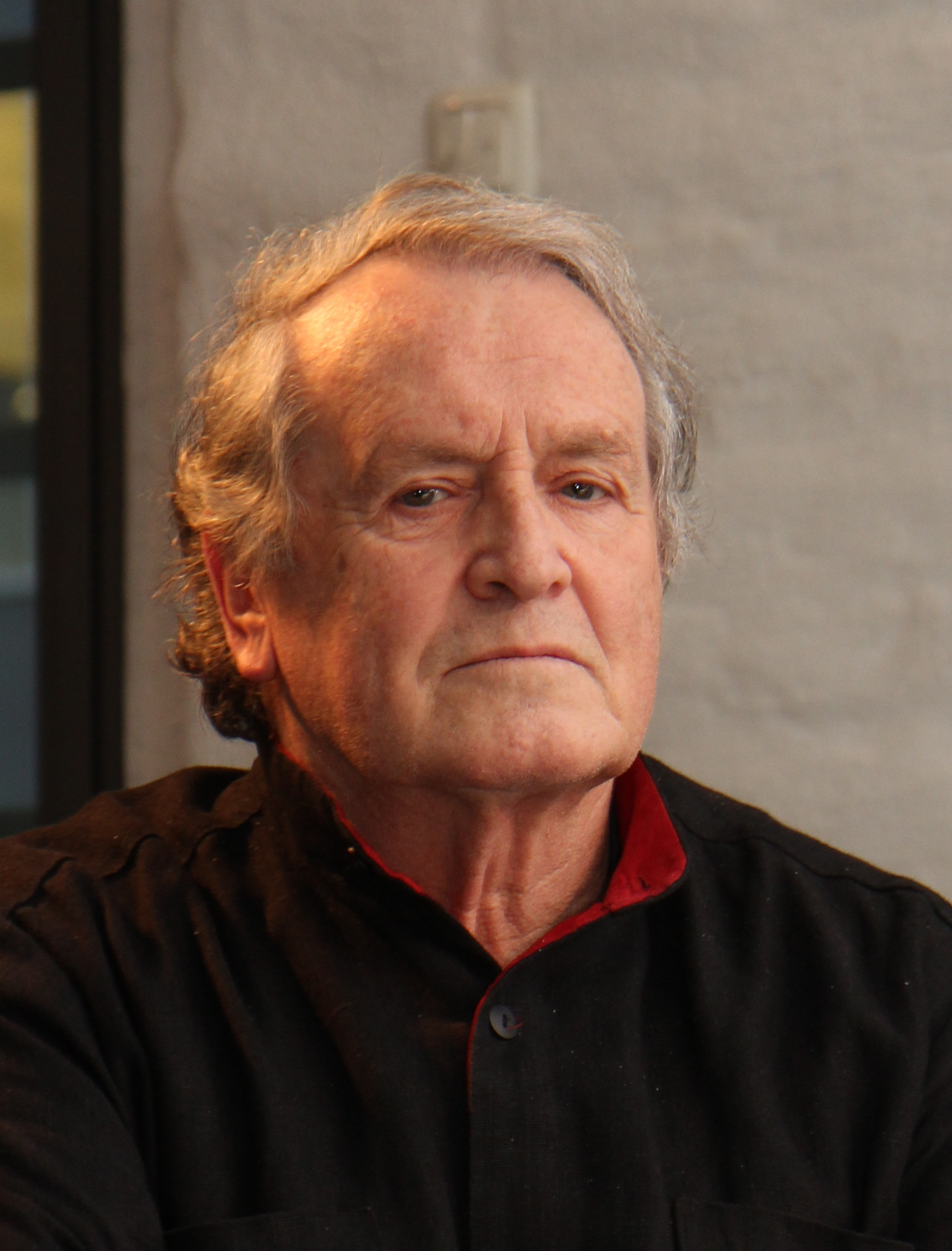
Der Olympiasieger von 1972 und EM-Vierte von 1971 Peter Frenkel (hier im Jahr 2018) erreichte hier nicht das Ziel
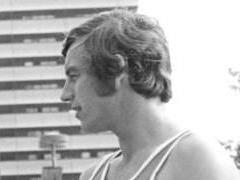
Karl-Heinz Stadtmüller (hier im Jahr 1976) wurde disqualifiziert